# Lukáš Rešetár
Lukáš Rešetár (Aš, 28 aprile 1984) è un ex giocatore di calcio a 5 ceco.

## Carriera
Rešetár ha debuttato nella nazionale ceca il 21 settembre 2005 nel corso di un'amichevole vinta per 9-3 contro la Polonia; il 25 febbraio 2006 ha realizzato la sua prima rete in una partita amichevole contro l'Ucraina. Nel corso della sua carriera quasi ventennale in nazionale, ha disputato cinque campionati europei – vincendo la medaglia di bronzo nell'edizione 2010 – e tre Coppe del Mondo. Nel dicembre del 2023 Rešetár annuncia il suo ritiro dalla nazionale ceca al termine delle qualificazioni alla Coppa del Mondo 2024. Il 20 dicembre 2023 gioca il suo ultimo incontro, contribuendo alla vittoria per 3-2 contro la Slovenia. In totale, ha giocato 161 partite con la Repubblica Ceca, mettendo a segno 89 reti. A livello di club, ha giocato oltre 400 partite distribuite in 18 stagioni nella massima serie ceca, vincendo il campionato per tredici volte. Si è ritirato al termine della stagione 2023-24.

## Palmarès
- Campionato ceco: 13
  - Era-Pack Chrudim: 2008-09, 2009-10, 2010-11, 2011-12, 2012-13, 2013-14, 2014-15, 2015-16, 2016-17, 2017-18
  - Plzeň: 2020-21, 2022-23, 2023-24
- Coppa della Repubblica Ceca: 10
  - Era-Pack Chrudim: 2008-09, 2009-10, 2010-11, 2011-12, 2012-13, 2014-15, 2015-16, 2016-17, 2017-18
  - Plzeň: 2022-23